# O'Higginismo

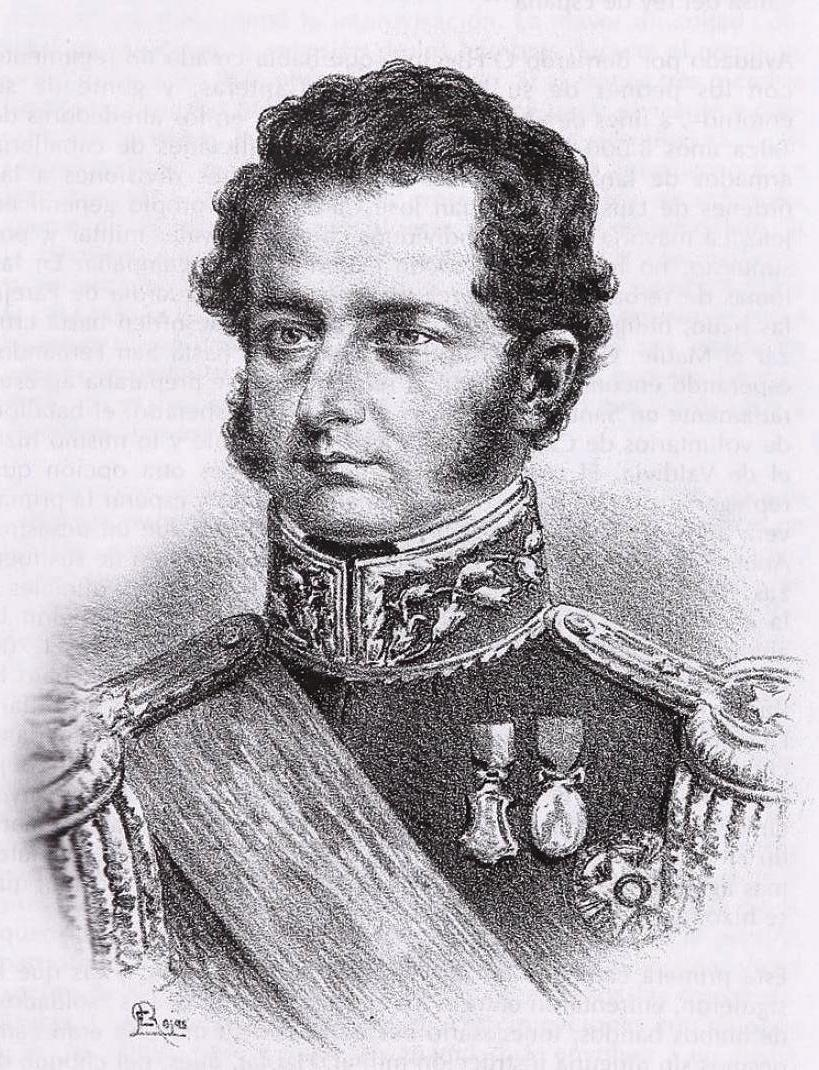
Bernardo O'Higgins.

O'Higginista es la denominación utilizada para referirse, en sentido general, al partidario o seguidor del patriota chileno Bernardo O'Higgins, pero en sentido histórico se refiere a un bando o partido político específico, activo en las décadas de los años 1820s y 1830s. El grupo se articuló tras la forzada abdicación de O'Higgins, en enero de 1823, en apoyo a su figura personal y en reivindicación de su liderazgo.

## Historia
Ante la sucesión de una serie de gobiernos inestables en el período conocido como Organización de la República, se articuló el grupo. Estaba basado principalmente en los antiguos funcionarios del derrocado gobierno y los oficiales militares que habían participado, junto a O'Higgins en las Guerras de Independencia Hispanoamericana.
En 1826 existió un conato de sublevación o'higginista en la guarnición de Chiloé. Por la misma época miembros del grupo repartieron proclamas entre las tropas acantonadas en otras áreas, al tiempo que informaban epistolarmente a O'Higgins de sus actividades. Alrededor del mismo tiempo, los O'higginistas, en combinación con los pelucones y estanqueros, actuaron en contra de los gobiernos pipiolos, como el del general liberal Ramón Freire.
El ideal de los O'higginistas era la reimplantación de un régimen de gobierno fuerte y centralizado, como el que había practicado el propio O'Higgins. Para esto sus principales figuras, el antiguo realista y ex ministro de Hacienda de O'Higgins, José Antonio Rodríguez Aldea, y el general José Joaquín Prieto, participaron, conjuntamente con el líder estanquero Diego Portales, en las convulsiones y conspiraciones que llevaron a la caída de los liberales en la Batalla de Lircay.
Sin embargo, y pese a haber actuado coordinadamente, Portales terminaría por imponer su criterio, contrario al regreso de O'Higgins a Chile. Aunque dos O'higginistas llegaron a ser presidentes, Francisco Ruiz Tagle y el general Prieto, el poder del partido sería cada vez más tenue y su reivindicación principal, un segundo gobierno de O'Higgins, terminaría por volverse irrealizable. En 1831 el grupo publicó un éfimero periódico, El O'Higginista, de tres ediciones.

## Ideas políticas de los O'higginistas
El grupo o'higginista no se caracterizó por la sistematización o enunciación de una ideología política elaborada. Su pensamiento se puede resumir como la suma de dos ideas complementarias:
- Afirmaban la necesidad de reafirmar el principio de autoridad, mediante la existencia un gobierno fuerte y centralizado.
- Creían que la persona más indicada para realizar esta tarea era O'Higgins.

### Ideas políticas de O'Higgins
Las ideas políticas de O'Higgins son generalmente vistas como propias de la ilustración: independentistas, republicanas, democráticas y liberales (por poner un ejemplo: Cheyre, Juan: «Ponencia Inaugural» y Riveros, Luis: «Clase Magistral») Renato Valenzuela, por su parte, sugiere que su obra puede ser considerada como «fundacional» tanto en lo político como en lo militar
Sin embargo, y a pesar de haber ya sea implementado o mantenido la implementación previa de algunas de las más sentidas demandas del sector liberal (más tarde llamados en Chile pipiolos) —tales como, y entre otras, la declaración de independencia de España, el mantenimiento de la libertad de comercio, la abolición de los títulos de nobleza y el mayorazgo; y la restricción de la influencia de la iglesia sobre el estado— lo que le costó la enemistad de sectores que se consideraban aristocráticos y eclesiásticos, su gobierno llegó a ser también percibido como hostil a un elemento central del liberalismo: la desconfianza hacia los gobiernos fuertes.
Además de eso, y durante su vida misma, O'Higgins fue acusado por quien fuera su gran oponente político José Miguel Carrera y sus partidarios de numerosas deshonestidades personales y políticas. Acusaciones que son a veces incluso contradictorias, tales como, por ejemplo, de haber estado al servicio de la autocracia y tener intenciones monárquicas al mismo tiempo que se lo acusaba de ser «jacobino», es decir, oponente extremo del sistema monárquico. (Véase, por ejemplo, José Miguel Carrera: «Manifiesto a Los Pueblos de Chile»).
Lo anterior ha dado lugar a un profundo debate. En los extensos archivos de decretos, correspondencia, y otros documentos del general, que suman más de 30 tomos, se pueden encontrar desde valoraciones positivas de ideas liberales hasta expresiones de autoritarismo, pasando por aparentes proyectos de instauración de una monarquía constitucional. Estos documentos suelen ser de discurso y tono divergente, dependiendo de su carácter privado o público. Estas discrepancias han dado lugar tanto a diferentes intentos de explicación como a descripciones diametralmente opuestas de su pensamiento:
- Lorenzo y Samorano argumentan (Chile y América, ayer y hoy[8]) que las ideas políticas de O'Higgins se modificaron con el tiempo. Al comienzo de la revolución habría sido un convencido del sistema republicano democrático, pero los hechos pronto le demostraron que no era posible establecer ese sistema.[9]

- Autores con una orientación jurídica hacen notar que la ilustración no era únicamente republicana o democrática, que el Siglo de las Luces fue, en su mayoría, dominado por un igualmente ilustrado despotismo paternalista. Bernardino Bravo Lira,[10] hace notar que el nuevo Estado no supuso una ruptura con las formas del sistema legal anterior tal como se había establecido en Chile sino una prolongación de este: «La imagen del presidente militar que se acuña en esta primera fase del Estado de Derecho es muy fuerte. Resiste incluso a una primera transformación del mismo en presidente gobernante de la época siguiente. Sobrevive a la independencia y a una segunda transformación, esta vez, del presidente de la audiencia en presidente de la república, y aún se prolonga hasta la primera mitad del siglo XIX. De hecho, salvo contadas excepciones, desde 1609 hasta 1851, todos los presidentes de Chile fueron hombres de armas, militares en la mayoría de los casos, pero también marinos» (p. 22), y que la diferencia central entre ese nuevo estado ilustrado, como se manifestó en áreas hispánicas y lusitanas, y el sistema anterior no es la democracia, sino un cambio en la manera de concebir el propósito del gobierno: «Bajo el signo de la Ilustración se amplían sus fines más allá de la justicia, para incluir la así llamada felicidad de los vasallos o ciudadanos, esto es, la preocupación por mejorar sus condiciones de vida.» (op. cit. p. 23) Agrega, en su República Ilustrada[11] que el propósito era llegar «al ejercicio de la democracia después de un período de renovación social que rehabilitara al pueblo para la gestión directa de sus intereses; así, esta obra de preparación y de aprendizaje político, incumbía al gobierno, a esa dictadura suya (se refiere a O'Higgins) que había empezado a ejercer en el hecho y que la constitución había confirmado en el derecho». Para ahondar, compárese esa posición con la enunciada por Kant.[12] (Conviene notar que Bravo ve la República Ilustrada como concretándose en el periodo de Portales).
- Gabriel Salazar (reciente Premio Nacional de Historia) haciendo notar, entre otras apreciaciones, que O'Higgins solía describir la realización de elecciones y la acción de las corporaciones representativas como manifestaciones de anarquía, caracteriza al gobierno de O'Higgins como un «militarismo cesarista de nuevo tipo».[13]
- Autores como Ricardo Donoso y Julio Alemparte hacen notar la existencia de sugerencias pro monárquicas durante el gobierno de O'Higgins. Aducen las conocidas preferencias monárquicas de José de San Martín, a quien consideran un superior de O'Higgins en el ámbito secreto de la Logia Lautaro, y sobre todo las instrucciones entregadas al representante de Chile en Londres, Antonio José de Irisarri:

«En todas las sesiones o entrevistas que tuviere con los Ministros de Inglaterra y con los Embajadores de la potencias europeas, dejará traslucir que en las miras ulteriores del Gobierno de Chile entra uniformar al país con el sistema continental de la Europa, y no estaría distante a adoptar una monarquía moderada o constitucional (...) pero no existiendo en su seno un príncipe a cuya dirección se encargue el país, está pronto a recibir bajo la Constitución que se prepare a un príncipe de cualquiera de las potencias neutrales.»
Instrucciones confidenciales del gobierno O'Higgins
al ministro plenipotenciario Irisarri

Parece haber aquí una confusión entre la Logia Lautaro, de Buenos Aires, de la cual San Martín era fundador, y la Logia Lautarina, de Santiago de Chile, de la cual O'Higgins era fundador. Las dos eran independientes entre sí, y por lo tanto, cualquiera que fuera la posición que ambos próceres ocuparan en ellas, no se puede decir que uno fuera «superior» del otro. Acerca de las supuestas tendencias monárquicas de San Martín, hay que notar que este las negó.
- Otro grupo de autores afirma que O'Higgins era republicano. Una de las pruebas que se presenta es la autodefinición de O'Higgins como tal en una carta enviada por el general al Departamento de Estado de Estados Unidos, con motivo de la alarma producida en dicho país por la publicación en la prensa de Buenos Aires de noticias referentes a la posible instauración de monarquías en Sudamérica. Los periódicos porteños incluían a Chile en estas maniobras:

«Mientras no lo vea no podré creer que el señor Irisarri haya perdido su carácter e infringido mis instrucciones, prestándole oídos a semejante proposición. Espero que usted esté convencido de mis sentimientos republicanos.»
Bernardo O'Higgins
Carta a Prevost

Hay que considerar que los dos últimos documentos fueron emitidos en un momento que él no era el único que trataba, en Sudamérica, de manipular las opiniones e intereses de otros países a fin de obtener ventajas tanto de política externa como nacional. Generalmente, O’Higgins es visto como alguien que diestramente desvinculó a Chile de las propuestas monárquicas de otros líderes.

## O'higginismodespués de O'Higgins

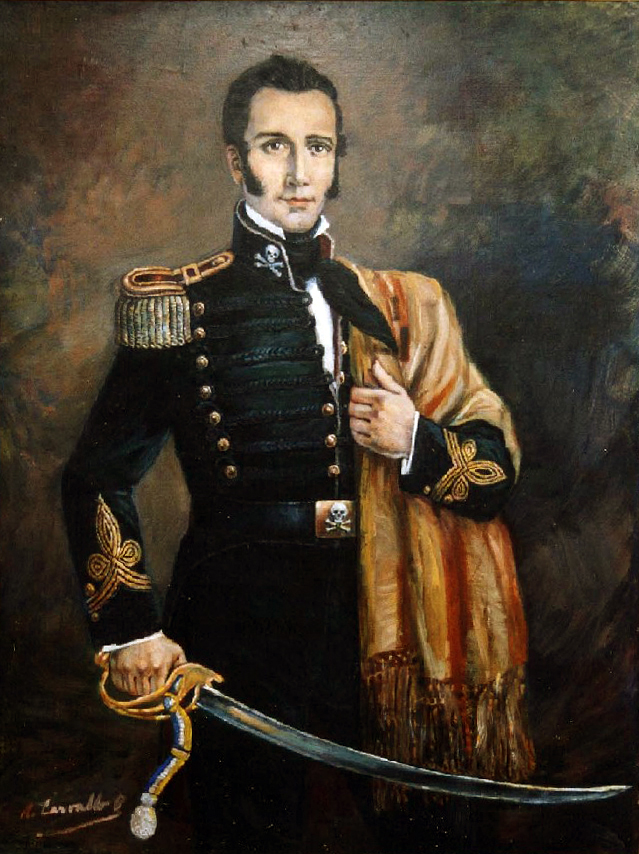
Manuel Rodríguez, férreo opositor de O'Higgins.

A medida que el regreso de O'Higgins desde Perú se volvía cada vez más improbable, pero sobre todo después de su muerte, el discurso público dominante reivindicó progresivamente la figura del general.
O’Higgins llegó a ser representado como un modelo de virtudes cívicas y patrióticas, pasando a ser uno de los símbolos del joven Estado nacional. Fue visto como un representante del republicanismo, civismo y conducta militar ejemplar: obediente a los intereses de la república y del gobierno legítimo por sobre sus propios intereses.
Esto tuvo lugar principalmente durante el periodo en el cual Diego Portales buscaba instaurar un gobierno presidencial fuerte, en lo que se llamó República Conservadora y que puede ser visto como estableciendo en Chile las bases de lo que ahora se llama “democracia delegativa”.
En ese sentido, se citaba habitualmente su negativa a usar la fuerza que poseía —tanto como Director Supremo como Comandante en Jefe del Ejército— en defensa de su gobierno, prefiriendo renunciar que exponer al país a una guerra civil. Igualmente se menciona que, cuando el gobierno civil, a mediado de 1813, le dio el comando del ejército, se negó a demandarlo, esperando hasta que José Miguel Carrera renunciara a ese comando antes de asumirlo. El haberse ofrecido personalmente como rehén a las fuerzas monarquistas a fin de garantizar el valor de un tratado, haberse puesto a las órdenes de sus adversarios cuando las divisiones internas amenazaban la supervivencia del país, etc. Pero la polémica, ya presentada en relación con sus ideas políticas, nunca dejó de estar presente.

## Repatriación
Su repatriación nunca se concretó durante su vida. A pesar de que Portales formó una alianza con el sector o'higginista y no dudaba de utilizar la figura de O'Higgins (o por lo menos, las aspiraciones de sus seguidores) a fin de impulsar su visión de una república estable, etc., se oponía al retorno del mismo, por considerar que O'Higgins poseía una tendencia personalista en la conducción del Estado, lo que últimamente era enemigo a las intenciones portialanas.
En 1844, durante la presidencia de Manuel Bulnes y cuando Chile se empieza a precupar de establecer firmente sus derechos en el sur del continente, preocupación que O'Higgins había hecho presente en su testamento político y otros documentos, la repatriación de su cuerpo fue acordada por el Congreso chileno.
Posteriormente, en 1864, durante la presidencia de José Joaquín Pérez, la presidencia de la república autorizó los gastos para la repatriación de sus restos. José Joaquín Pérez fue un presidente «de unidad» siguiendo la crisis política del sector gobernante. Esa repatriación se concretó en 1869 durante el segundo período se ese presidente.
Quizás simbolizando el destino de la imagen de O'Higgins, sus restos fueron sepultados en un sarcófago de mármol de Carrara en el Cementerio General de Santiago, contraviniendo sus expresos deseos de ser sepultado en la ciudad de Chillán.
Como igualmente simbólicos pueden ser vistas vicisitudes posteriores. El 20 de agosto de 1979 la urna fue trasladada por orden de Augusto Pinochet al Altar de la Patria, a la entrada de la Avenida Bulnes, frente al Palacio de La Moneda.
El 18 de octubre de 2004 los restos de O'Higgins fueron llevados temporalmente hasta la Escuela Militar, debido a la reconstrucción o remodelación del área. Permanecieron allí hasta el 10 de marzo de 2006 cuando , en lo que fue visto en la prensa como «su rescate de los miilitares» su cuerpo fue trasladado, ahora en forma definitiva, a la nueva cripta subterránea del Libertador, en el mismo espacio que ocupaba el Altar de la Patria, ahora llamada «Plaza de la Ciudadanía».

## O'higginistascontemporáneos
También son llamados o'higginistas u o'higginianos aquellos estudiosos, ciudadanos e instituciones que hasta el presente defienden y reivindican la figura de Bernardo O'Higgins, rivalizando, comúnmente, con los seguidores de su enemigo político José Miguel Carrera, llamados carrerinos.
Generalmente se considera que la postura oficial del Estado y el Ejército de Chile es o'higginista. Esta posición fue especialmente explícita entre finales del siglo XIX y principios de la década de 1990, cuando se honró fuertemente a O'Higgins como principal héroe de la Independencia y padre de la patria, lo cual hizo que la población de fines del siglo XX lo asociara, de una manera extrema, con Augusto Pinochet. Con el fin de la dictadura militar, disminuyó la conmemoración pública de la figura del general O'Higgins, aunque este sigue siendo considerado como una de las figuras principales del panteón nacional chileno.